# بیمار انگلیسی
«بیمار انگلیسی» (انگلیسی: The English Patient) رمانی از مایکل اونداتیه است که در سال ۱۹۹۲ موفق به دریافت جایزه بوکر شد. اقتباس سینمایی کتاب، درسال ۱۹۹۶، با کارگردانی آنتونی مینگلا اکران و برنده‌ی نُه جایزه اسکار از جمله جایزه‌ی بهترین‌ فیلم و بهترین کارگردانی شد.